# Commerzbank Tower
La Commerzbank Tower est un gratte-ciel situé à Francfort-sur-le-Main en Allemagne, de l'architecte Norman Foster, inauguré en mai 1997. Mesurant 300,25 mètres de hauteur (avec l'antenne) et 258,7 mètres au toit, il est actuellement le plus haut gratte-ciel de l'Union européenne (de 2012 à 2020, il était second derrière The Shard de Londres et ses 310 mètres de hauteur, mais est redevenu premier après le Brexit).  
Le bâtiment tient son nom de la Commerzbank, une banque allemande qui y abrite son siège social. À sa construction, et jusqu'à celle de la Tour Naberejnaïa à Moscou, il était le plus haut gratte-ciel d'Europe, dépassant alors sa voisine la Messeturm, détentrice du record européen de 1990 à 1997. 

## Utilisation
C'est un immeuble de bureaux en structure acier.

## La Commerzbank Tower dans la culture populaire
La tour fait son apparition dans le jeu Sim City 4.

## Galerie

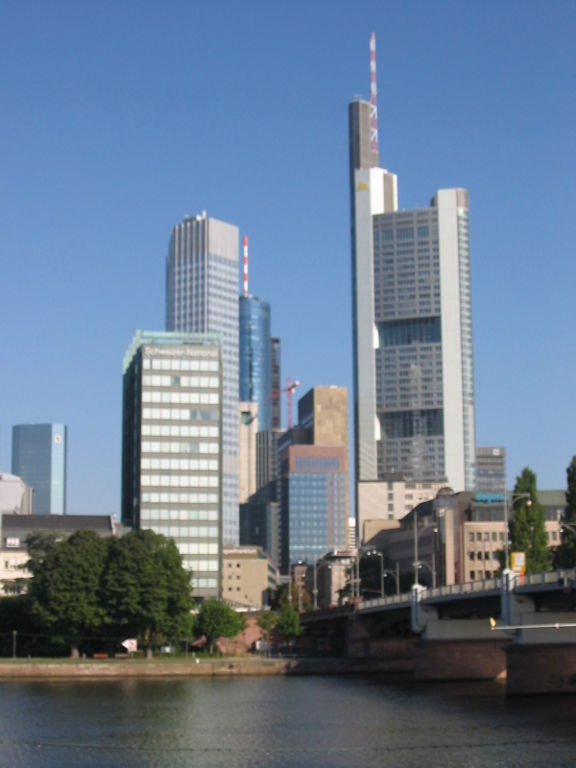
La Commerzbank Tower au sein du quartier d'affaires de Francfort-sur-le-Main.
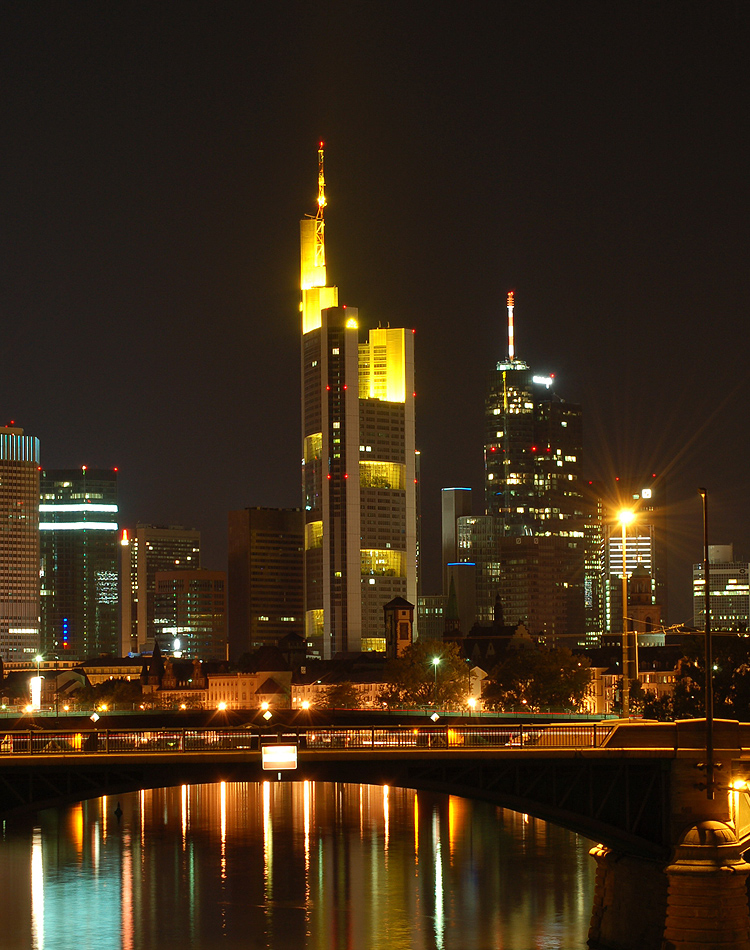
Une vue de la tour.
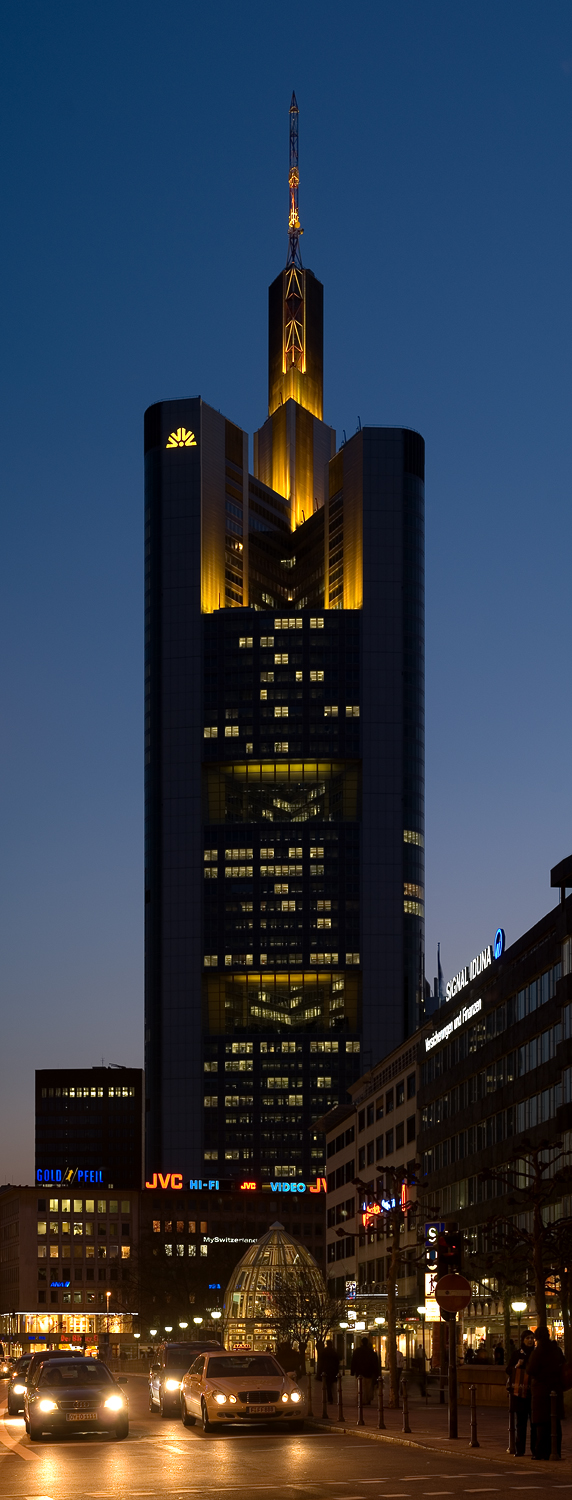
Une vue de la tour.